# Vini Caldirola (equip ciclista)
El Vini Caldirola va ser un equip ciclista professional italià que competí entre el 1998 i 2004.
L'equip es va fundar per Roberto Amadio a partir de la base de l'antic equip Aki-Safi. El 2001 es fusiona amb l'equip Amica Chips-Tacconi Sport. A final de la temporada 2004, el patrocinador principal va anunciar la seva retirada i la majoria de ciclistes van anar cap al nou equip Liquigas-Bianchi.

## Principals ciclistes
- Stefano Garzelli
- Francesco Casagrande
- Eddy Mazzoleni
- Gianluca Bortolami
- Romāns Vainšteins
- Dario Frigo

## Principals triomfs
- 1999
  - Clàssica de Sant Sebastià (Francesco Casagrande)
  - Volta a Suïssa (Francesco Casagrande)
  - Volta als Països Baixos (Serhí Hontxar)
  - Chrono des Herbiers (Serhí Hontxar)
  - Gran Premi de les Nacions (Serhí Hontxar)
  - París-Brussel·les (Romāns Vainšteins)
  - Dues etapes al Giro d'Itàlia (Romāns Vainšteins), Francesco Casagrande
- 2000
  - Fletxa Valona (Francesco Casagrande)
  - Una etapa al Giro d'Itàlia (Francesco Casagrande)
- 2001
  - Tour de Flandes (Gianluca Bortolami)
- 2002
  - Campionat de Zuric (Dario Frigo)
  - Tour de Romandia (Dario Frigo)
  - Una etapa al Tour de França (Dario Frigo)

### Grans voltes
- Giro d'Itàlia
  - 7 participacions (1998, 1999, 2000, 2001, 2002, 2003, 2004)
    - 1999. 2 etapes Romāns Vainšteins, Serhí Hontxar
    - 2000. 1 etapa Francesco Casagrande
    - 1 classificació sencudària: Gran Premi de la Muntanya: Francesco Casagrande 2000
- Tour de França
  - 3 participacions (2000, 2002, 2003)
    - 2002. 1 etapa Dario Frigo
- Volta a Espanya
  - 3 participacions (2002, 2003, 2004)

## Classificacions UCI
Fins al 1998 els equips ciclistes es trobaven classificats dins l'UCI en una única categoria. El 1999 la classificació UCI per equips es dividí entre GSI, GSII i GSIII. D'acord amb aquesta classificació els Grups Esportius II són la segona divisió dels equips ciclistes professionals.
| Temporada | Classificació per equips | Millor ciclista en la classificació individual |
| --------- | ------------------------ | ---------------------------------------------- |
| 1998      | 36è                      | Stefano Faustini (179è)                        |
| 1999      | 11è                      | Francesco Casagrande (8è)                      |
| 2000      | 7è                       | Francesco Casagrande (1r)                      |
| 2001      | 15è                      | Andrej Hauptman (41è)                          |
| 2002      | 17è                      | Dario Frigo (6è)                               |
| 2003      | 20è                      | Stefano Garzelli (21è)                         |
| 2004      | 23è                      | Stefano Garzelli (39è)                         |